# Мала Вись
Мала́ Вись — річка в Україні, у межах Новоукраїнського району Кіровоградської області. Ліва притока Великої Висі (басейн Південного Бугу).

## Розташування
Річка бере початок на південь від села Мануйлівки, що неподалік від міста Малої Виски. Тече спочатку на північ, згодом повертає північний захід, захід і знову на північний захід. Впадає до Великої Висі на схід від села Миролюбівки.

## Опис
Довжина річки 40 км, площа басейну 488 км². Долина переважно коритоподібна, завширшки до 2,5—3 км. Річище помірно звивисте, завширшки до 15—20 м. Похил річки 1,7 м/км. Стік регульований невеликими водосховищами і ставками (зокрема в межах міста Малої Виски).

## Притоки
- Лозоватка, Свинарка, Копанка (ліві).